# Drebbel (cràter)
Drebbel és un petit cràter d'impacte que es troba al nord-est de la gran paret del cràter Schickard, en la part sud-oest de la Lluna. Al nord-est apareixen el Lacus Excellentiae i el petit cràter Clausius.

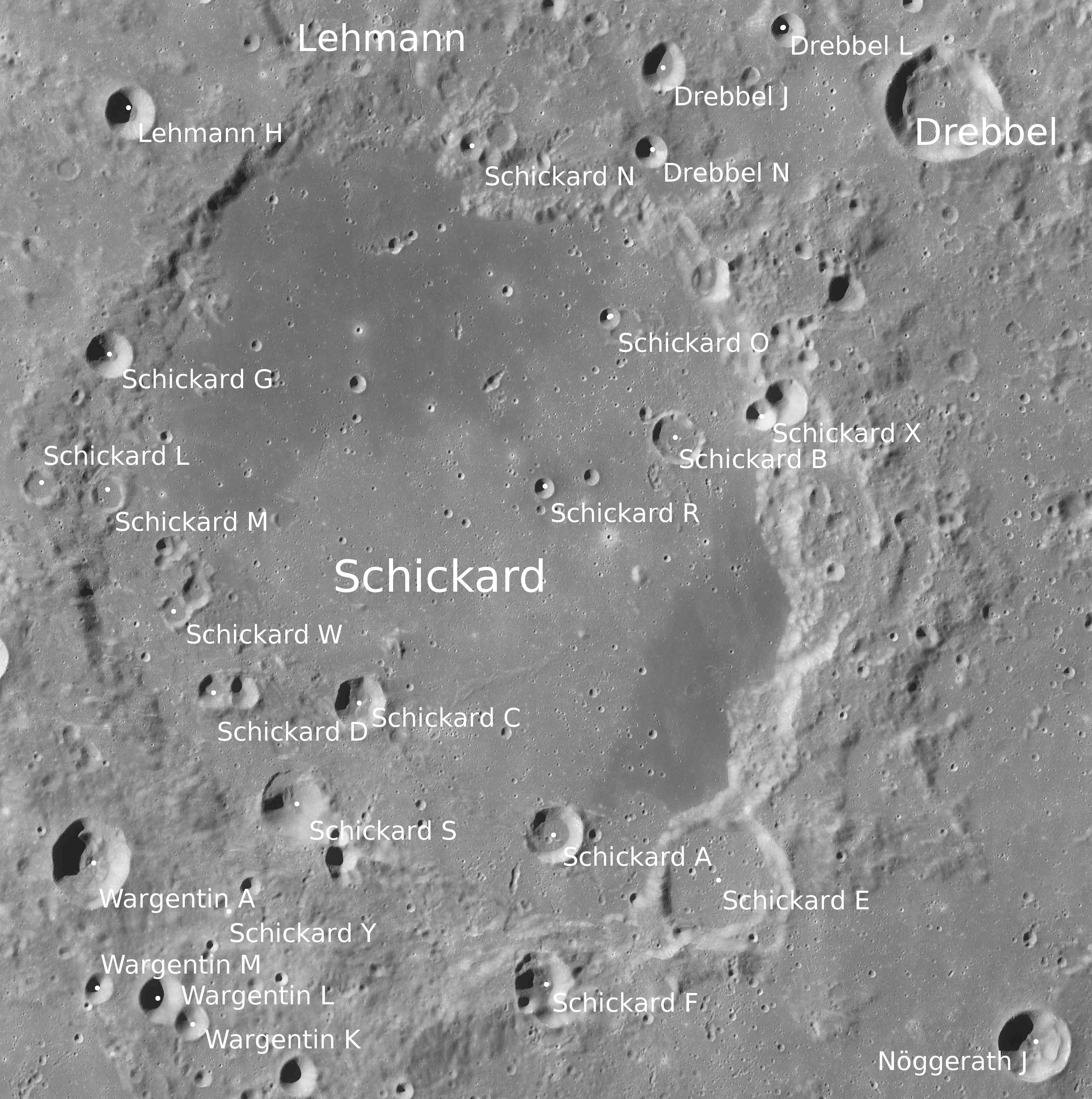
Fotografia de la missió Lunar Reconnaissance Orbiter. Drebbel, a dalt a la dreta.

El brocal d'aquest cràter és més o menys circular, amb una corba cap a fora al llarg del costat est i sud-est. Al llarg d'aquest arc de la paret interior es localitza un únic terraplenat on el material ha caigut cap al fons. Els costats oest i nord-oest tenen acumulacions al llarg de la base, on el material solt s'ha desplomat cap al sòl. La resta de la vora interna presenta un pendent simple que descendeix fins al sòl interior. La vora és presenta arestes relativament vives i no està desgastada notablement. La plataforma interior a nivell ocupa una mica més de la meitat del diàmetre del cràter.

## Cràters satèl·lit
Per convenció aquests elements són identificats en els mapes lunars posant la lletra en el costat del punt central del cràter que està més prop de Drebbel.